# Оана, Клаудия
Клаудия Оана (порт. Cláudia Ohana; род. 6 февраля 1963, Рио-де-Жанейро) — бразильская певица, актриса театра, кино и телевидения, наиболее известная российскому зрителю по роли Изабелы Феррету Васконселус Росси из популярного сериала 1995 года «Новая жертва».

## Биография
Родилась в Рио-де-Жанейро. Её мать — знаменитый деятель бразильского кинематографа Назарет Оана Силва (порт. Nazareth Ohana Silva), отец — художник Артур Жозе Карнейру.
Карьера Клаудии Оаны началась с 1979 года с участия в кинофильме «Любовь и предательство» (порт. Amor e traição) режиссёра Педру Камаргу, и с тех самых пор она активно снимается в кино, в телесериалах компании Globo TV, работает в театре.
Наиболее успешными ролями на телевидении для неё стали роль вампирши-рокерши Наташи в сериале «Вамп» (1991) и роль Изабелы в детективном телесериале «Новая жертва». Актриса много снималась и продолжает сниматься в кино, за годы своей карьеры ей посчастливилось поработать с такими выдающимися деятелями кинематографа, как Софи Лорен и Руй Герра.
В театре исполняла роль Кармен, играла в мюзикле «Клеопатра», который шёл на площадках Сан-Паулу.
В 2014 году исполнила одну из главных ролей в мини-сериале «PSI» канала HBO. В 2017 году вновь исполнила роль вампирши Наташи в мюзикле «Вамп», поставленному по одноимённому сериалу.
Дважды, в 1985 и 2008 годах, Оана позировала для бразильского издания «Playboy».

### Личная жизнь
Клаудия Оана была замужем четыре раза. Её первым мужем был бразильский актёр и режиссёр Руй Герра, которому тогда было 49 лет, тогда как ей — лишь шестнадцать.
Дочь Оаны тоже актриса — Дандара Герра (род. 1983). Двое внуков: Мартин и Артур.

## Избранные роли

### Телесериалы
| Год  | Название              | Роль                              |
| ---- | --------------------- | --------------------------------- |
| 1984 | Amor com Amor se Paga | Марианна                          |
| 1989 | Tieta                 | Тьета                             |
| 1990 | Rainha da Sucata      | Паула Рамус                       |
| 1991 | Вамп                  | Наташа                            |
| 1993 | Fera Ferida           | Камила                            |
| 1995 | Новая жертва          | Изабела Феррету Васконселос Росси |
| 1997 | Zazá                  | Maria Olímpia                     |
| 2000 | A Muralha             | Dona Antônia Brites               |
| 2001 | Estrela-Guia          | Глоринья                          |
| 2001 | As Filhas da Mãe      | Aurora (Orora Gutierrez)          |
| 2003 | Canavial de Paixões   | Débora Febermann Santos           |
| 2004 | Da Cor do Pecado      | Zuleide                           |
| 2006 | Malhação              | Raquel Valença                    |
| 2006 | Dança no Gelo         | Ela mesma                         |
| 2008 | Фаворитка             | Сида                              |
| 2011 | Morde & Assopra       | Alzira Sampaio                    |
| 2011 | Cordel Encantado      | Benvinda Será Araújo              |
| 2012 | Faustão Malhação      | Iara (cameo)                      |
| 2012 | Guerra dos Sexos      | Rihana (cameo)                    |
| 2012 | Mandrake              | Esther (cameo)                    |
| 2013 | Louco por Elas        | Pâmela (cameo)                    |
| 2013 | Joia Rara             | Laura Passos                      |
| 2014 | PS!                   | Valentina                         |
| 2016 | Criança Esperança     | Наташа (из Вамп)/ сама себя       |
| 2017 | Sol Nascente          | Лоретта                           |

### Кино
- 1979 — Любовь и предательство
- 1981 — Bonitinha mas Ordinária ou Otto Lara Rezende
- 1982 — Beijo na Boca
- 1982 — Menino do Rio
- 1982 — Erêndira
- 1983 — Aventuras de um Paraíba
- 1985 — Плутовская опера / Ópera do Malandro
- 1986 — Les Longs Manteaux
- 1987 — Luzia Homem (filme)|Luzia Homem
- 1987 — A Bela Palomera
- 1989 — Kuarup
- 1989 — Desejo de Amar
- 1994 — Erotique
- 2005 — Dolores
- 2011 — Desenrola
- 2011 — A Novela das 8
- 2014 — El Misterio de la Felicidad
- 2015 — Zoom
- 2016 — The Hand of the Creator
- 2016 — Mais forte que o mundo

### Музыкальные альбомы
- 1986 — O Último Blues
- 1986 — Sentimental (Ópera do Malandro)
- 1986 — O Meu Amor (Ópera do Malandro)
- 1991 — Sympathy For The Devil
- 1991 — Quero Que Vá Tudo Pro Inferno
- 1991 — Don’t Let The Sun Go Down On Me
- 2001 — Um Girassol da Cor do Seu Cabelo
- 2011 — Don’t Let Me Be Misunderstood